# Pavol Breslik
Pavol Breslik (Slovaaks: Pavol Bršlík), (Kysucké Nové Mesto, 9 maart 1979) is een Slowaakse tenorzanger.

## Biografie
Pavol Breslik studeerde aan de "Hogeschool voor Kunsten" in Banská Bystrica. De muziekleer leidde hem naar de operastudio "Cnipal" in Marseille. Hij voltooide de masterclasses bij Mady Mesplé, Yvonne Minton, Peter Dvorský en William Matteuzzi.
In 2002 verscheen hij voor het eerst als Nemorino in het zangspel "L'elisir d'amore" dat werd opgevoerd ter gelegenheid van het festival Klosterneuburg Opera. Dit festival vindt jaarlijks plaats op de barokke keizerlijke binnenplaats van de abdij Klosterneuburg in Neder-Oostenrijk.
Van 2003 tot 2006 was Breslik lid van het ensemble van de Berlijnse Staatsoper Unter den Linden. Daar vertolkte hij de rol van:
- Ferrando in Così fan tutte,
- Tamino in Die Zauberflöte,
- Don Ottavio in Don Giovanni,
- Steuermann in Der fliegende Holländer,
- Kudryash in Katja Kabanová en
- Gottesnarr in Boris Godoenov.

Bovendien had hij gastoptredens op vele grote nationale en internationale operapodia, waaronder Londen, München, Wenen, Parijs, Zürich, Barcelona, Brussel, Salzburg en Bratislava.
Op 14 juni 2008 vertolkte hij Idamante in de opera Idomeneo ter gelegenheid van de heropening van het Cuvilliés Theater in München.
Van 2012 tot 2018 was Breslik lid van het ensemble van de Opera van Zürich, waar hij zong als:
- Steva Buryja in Jenůfa,
- Don Ottavio in Faust (Gounod),
- Roberto Devereux in de gelijknamige opera Roberto Devereux,
- Peter Quint in The Turn of the Screw,
- Alfredo in La traviata,
- Belmonte in het zangspel Die Entführung aus dem Serail,
- Macduff in Macbeth,
- Nemorino in Nadir (Les pêcheurs de perles) (De parelvissers),
- Lenski in Jevgeni Onegin,
- Leicester in Maria Stuarda.

Omstreeks het voorjaar 2016 maakte hij zijn debuut als Nadir bij de Opera van Sydney.

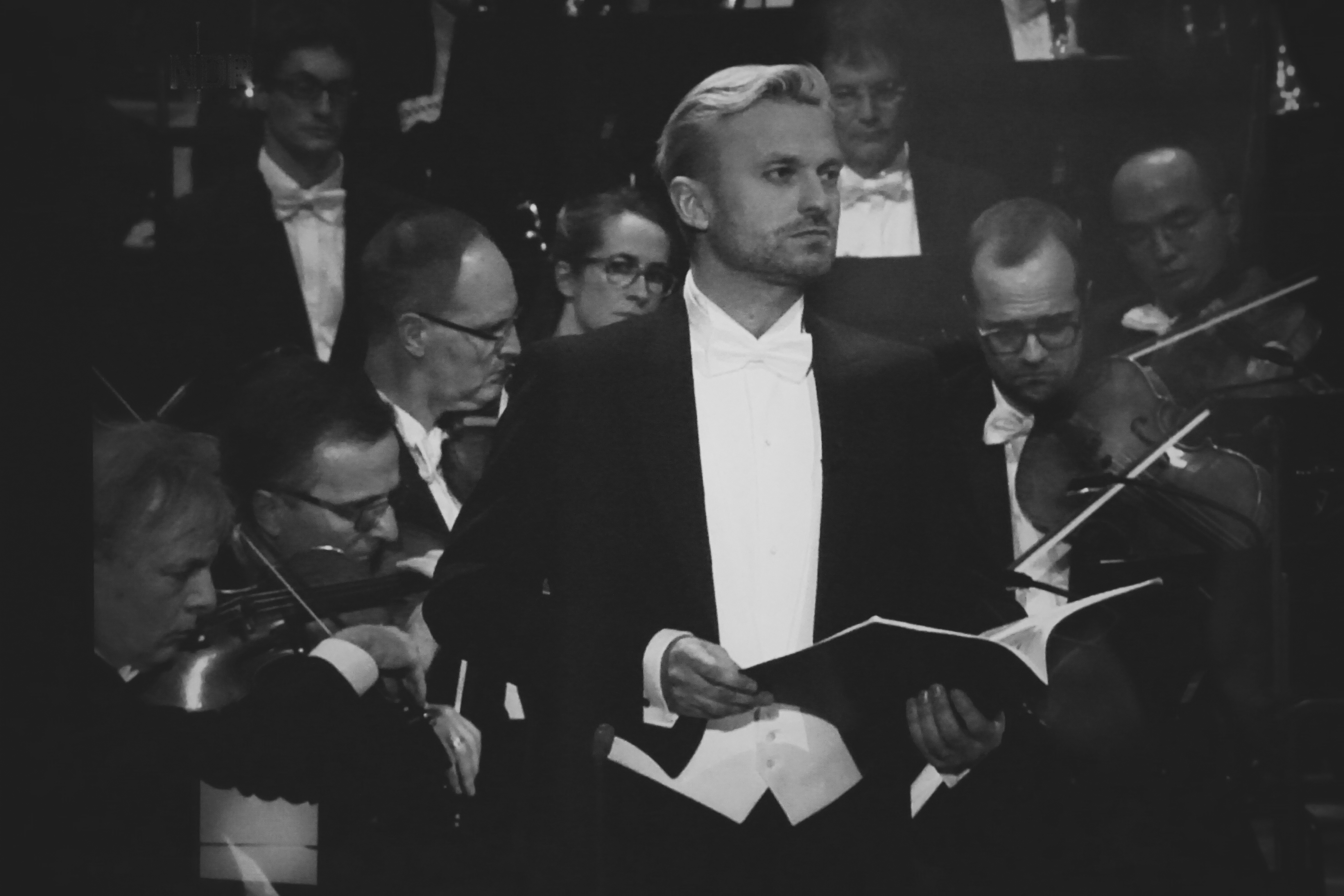
Optreden in de Hamburgse concertzaal Elbphilharmonie (2017).

In de Beierse Staatsopera in München zong Breslik de rollen van:
- Belmonte evenals Cassio, in de opera Othello van Verdi,
- Ottavio, Tamino, Nemorino, Lenski en Edgardo, samen met Diana Damrau, in Lucia di Lammermoor,
- Alfredo en Fenton, in de opera Falstaff van Verdi.

Bij de opening van de Hamburgse concertzaal Elbphilharmonie op 11 januari 2017 zong hij de wereldpremière van "Reminiszenz / Triptychon und Spruch in memoriam Hans Henny Jahnn" van componist Wolfgang Rihm.
Hoogtepunten van zijn concertactiviteiten waren zijn optreden op:
- de BBC Proms, met het London Philharmonic Orchestra, in Londen, Parijs en Rijsel,
- het Concert d'Astrée op het Edinburgh Festival, samen met Emmanuelle Haïm,
- de heropeningsplechtigheid van de Frauenkirche (Onze-Lieve-Vrouwekerk) in Dresden,
- het AIDS-Gala op 11 november 2007 in Berlijn.

Hij zong ook op het concertpodium van de Salzburger Festspiele, het Baden-Baden-Paasfestival, het Beiers Radio-orkest en het Boston Symphony Orchestra. In 2014 gaf hij een recital in het kader van het festival: Schubertiade Schwarzenberg.
In de Semperopera in Dresden zong Pavol Breslik als graaf Boni in de concertuitvoering van "Die Csárdásfürstin". Dit optreden vond plaats als onderdeel van het Oudejaarsconcert 2014. Hij zong er onder leiding van Christian Thielemann, samen met Anna Netrebko, Juan Diego Flórez en de Staatskapelle Dresden.
Breslik werkte met veel bekende dirigenten, onder meer met Daniel Barenboim, Lawrence Foster, Kurt Masur, Sir Colin Davis, Rafael Frühbeck de Burgos, Kirill Petrenko, Christian Thielemann en Riccardo Muti. Anno 2009 zong hij in de Beierse Staatsopera de rol van Gennaro in "Lucrezia Borgia", naast Edita Gruberová. Kort daarna maakte hij als Don Ottavio zijn debuut aan de Metropolitan Opera in New York.
Ter gelegenheid van Gruberova's laatste optreden als Violetta op 21 december 2010, maakte Breslik enkele dagen voordien zijn debuut:
- aan de "Gasteig" in München dat een van de grootste cultuurcentra in Europa is,
- in de Wiener Musikverein in Wenen, in de rol van Alfredo.

## Onderscheidingen
- In het jaar 2000 won Breslik de eerste prijs op het "Antonín Dvořák Concours"[1] in Tsjechië.
- In 2005 werd hij door het tijdschrift Opernwelt verkozen tot "Jonge Zanger van het Jaar".
- De compact disc "Mozart" (Orfeo 2016, met het Munich Radio Orchestra onder leiding van Patrick Lange) werd genomineerd voor de "Gramophone Award 2017".
- In 2018 won Breslik in Bratislava de Tatra Banka Foundation Prize for Art (categorie: muziek) voor zijn vertolking als Jeník in de "Geruilde bruid".
- In 2021 werd hij vereerd met de Duitse eretitel "Kammersänger". Deze titel wordt door het "Beierse Ministerie van Wetenschap en Kunst" sinds 1955 toegekend voor uitstekende artistieke prestaties.

## Discografie
- CD. Giovanni Simone Mayr: Verter (2004)
- CD. Georg Friedrich Händel: Il trionfo del Tempo e del Disinganno (2007), EMI
- CD. a) Franz Schubert: Achtste Symfonie - b) Leoš Janáček: Glagolitische Mis (2007), BBC
- CD. Antonín Dvořák: Stabat Mater (2008), Naïve
- DVD. Wolfgang Amadeus Mozart: Idomeneo (2009), Unitel Classica
- DVD en Blu-ray. Gaetano Donizetti: Lucrezia Borgia (2009), Unitel Classica
- CD. Nuit sacrée (samen met Accentus onder leiding van Laurence Equilbey) (2010)
- CD. Ludwig van Beethoven: Missa solemnis (2010), Farao Classics
- DVD. Alban Berg: Lulu (2011), Unitel Classica
- DVD en Blu-ray. Pjotr Tsjaikovski: Eugène Onegin (2013), Opus Arte
- DVD en Blu-ray. Wolfgang Amadeus Mozart: De toverfluit (met de Berliner Philharmoniker) (2013)
- CD. Mikuláš Schneider-Trnavský: Liederen (met Robert Pechanec) (2014), Viva Musica records
- CD. Franz Schubert: De mooie molenaarster (samen met Amir Katz) (2015), Orfeo
- CD. Mozart (met het Radio-orkest van München onder leiding van Patrick Lange) (2016), Orfeo in coproductie met BR-Klassik
- CD. Antonín Dvořák: Die Geisterbraut (met het Weense Radiosymfonie-orkest onder leiding van Cornelius Meister) (2017), Capriccio
- CD. Antonín Dvořák: Liederen (met Robert Pechanec) (2017), Suprafon
- DVD en Blu-ray. Elbphilharmonie Hamburg. Openingsconcert (met NDR Elbphilharmonie Orchestra onder leiding van Thomas Hengelbrock) (2017), CMajor
- CD. Eugen Suchoñ cyclus. Slowaaks Radiosymfonie-orkest onder leiding van Mario Kosik. Hudobny Fund Music Slowakije (2017)
- CD. Felix Mendelssohn Bartholdy: "Symfonie nr. 2: Lobgesang" (met de Kammerakademie Potsdam onder leiding van Antonello Manacorda) (2018), Sony Klassiek
- CD. Kerstverrassingen (met het Koor van de Beierse Radio en met het Radio-orkest van München onder leiding van Howard Arman) (2018), Sony Klassiek
- CD. Franz Schubert: Winterse reis (met Amir Katz) (2019), Orfeo
- CD. Leoš Janáček: Het dagboek van iemand die verdween (met Robert Pechanec) (2020). Orfeo
- CD. Beethoven: Christus op de Olijfberg (met het London Symphony Orchestra, dirigent: Simon Rattle) (2020). LSO
- DVD en Blu-ray. Mozart: Così fan tutte (Koninklijk Operahuis) (2010). Opus Arte 2021